# Batela
La batela (pron. batéa) è un'imbarcazione a fondo piatto tipica della laguna di Venezia e della laguna di Grado.
Si tratta di un mezzo da carico, di lunghezza compresa tra i nove e i dodici metri e di stazza compresa tra i dieci e i quaranta quintali.
La linea è slanciata ed appare simile a quella di un sandolo, però con un bordo più alto, e con una poppa rialzata. La propulsione è a remi, da uno a quattro vogatori, con posizione di voga alla veneta.
Esistono due varianti fondamentali di questo tipo di imbarcazione: la batela buranela (associata all'isola di Burano) e la batela a coa de gambero (battella a coda di gambero). Le due varianti differiscono essenzialmente per la forma della poppa. La batela buranela ha una poppa a specchio simile a quella del sandolo mentre la batela a coa de gambero ha una poppa di forma arrotondata con un'asta leggermente sopraelevata, più simile in questo alla poppa di una caorlina.
Tradizionalmente è stata il mezzo da carico e trasporto tipico dei muratori.
Oggi uno degli ultimi esempi rimasti di una batela a coa de gambero viene usata anche per insegnare principianti di voga. .